# 1223

## Události
- 31. května – Polovci a ruská knížata byli poraženi v bitvě na řece Kalce Mongoly
- Uničov obdržel nejstarší známé městské privilegium v českých zemích
- Bylo založeno město Orlová,

probíhající události
- 1223–1242 – Mongolský vpád do Evropy

## Narození
- Bajbars, egyptský sultán († 1. července 1277)
- Beatrix Savojská, hraběnka z Tarenta a zřejmě i sicilská královna († 10. května 1259)
- Eleonora Provensálská, anglická královna († 1291)

## Úmrtí
- 25. března – Alfons II., portugalský král (* 1185)
- 27. března – Raimond Roger z Foix, hrabě z Foix, hlavní odporce albigenské křížové výpravy (* 1152)
- 14. července – Filip II. August, francouzský král (* 21. srpna 1165)
- 11. září – Jindřich I. z Mödlingu, syn rakouského vévody (* 1158?)
- ? – Děpolt III., Přemyslovec, vládce východočeského údělu (* mezi 1170–1180)
- ? – Mstislav III. Kyjevský, kyjevský velkokníže (* ?)
- ? – Gerald z Walesu, waleský kronikář, historik a kartograf (* 1146)

## Hlava státu
- České království – Přemysl Otakar I.
- Svatá říše římská – Fridrich II.
- Papež – Honorius III.
- Anglické království – Jindřich III. Plantagenet
- Francouzské království – Filip II. August – Ludvík VIII.
- Polské knížectví – Lešek I. Bílý
- Uherské království – Ondřej II.
- Latinské císařství – Robert I.
- Nikájské císařství – Jan III. Dukas Vatatzés